# Deborah Glick

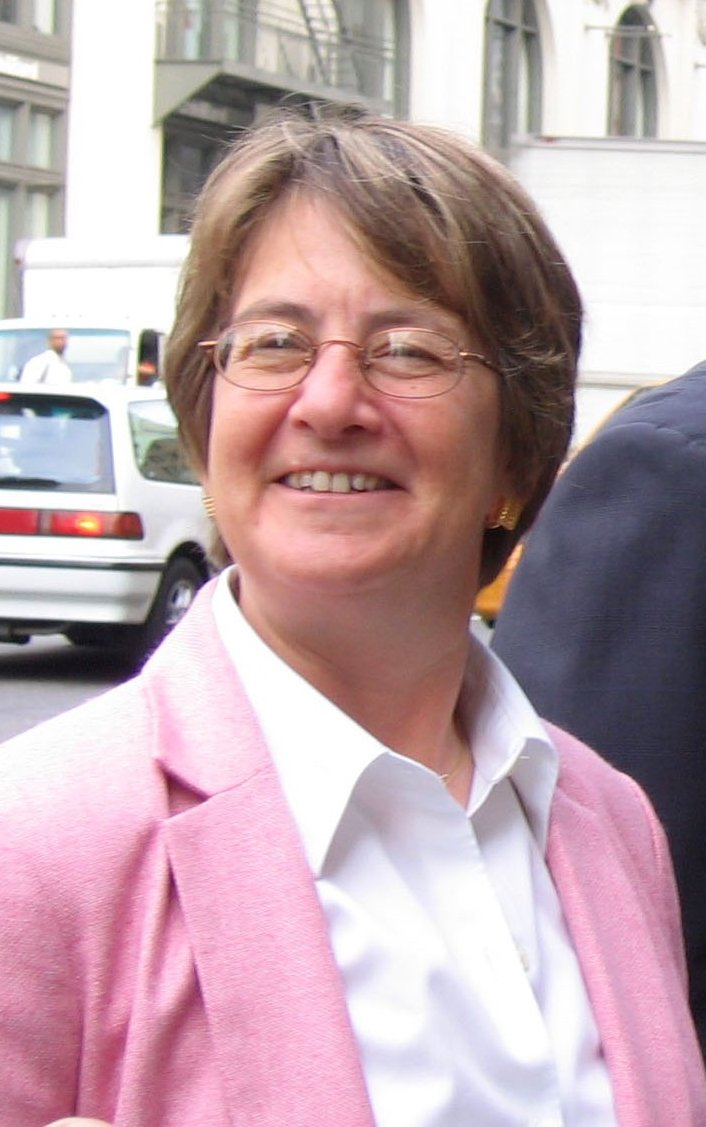
Deborah Glick

Deborah Glick (* 24. Dezember 1950) ist eine US-amerikanische Politikerin.

## Leben
Nach ihrer Schulzeit studierte Glick am Queens College, City University of New York und an der Fordham University Wirtschaftswissenschaften. Nach ihrem Studium war sie unter anderem mehrere Jahre beim Klavierhersteller Steinway in New York City tätig und bei der dortigen Stadtverwaltung angestellt. Glick wurde Mitglied der Demokratischen Partei. 1991 gelang ihr erstmals der Einzug als Abgeordnete in die New York State Assembly. In den folgenden Parlamentswahlen wurde sie jeweils in Manhattan wiedergewählt.
Glick lebt seit vielen Jahrzehnten im Greenwich Village.